# Napęd DVD
Napęd DVD (ang. DVD drive) - urządzenie optyczne przeznaczone do odczytu i zapisu danych na płytach w formacie DVD. Wykorzystuje laser o długości fali 650 nm, co pozwala na odczyt danych z nośników o większej gęstości zapisu niż w przypadku płyt CD.

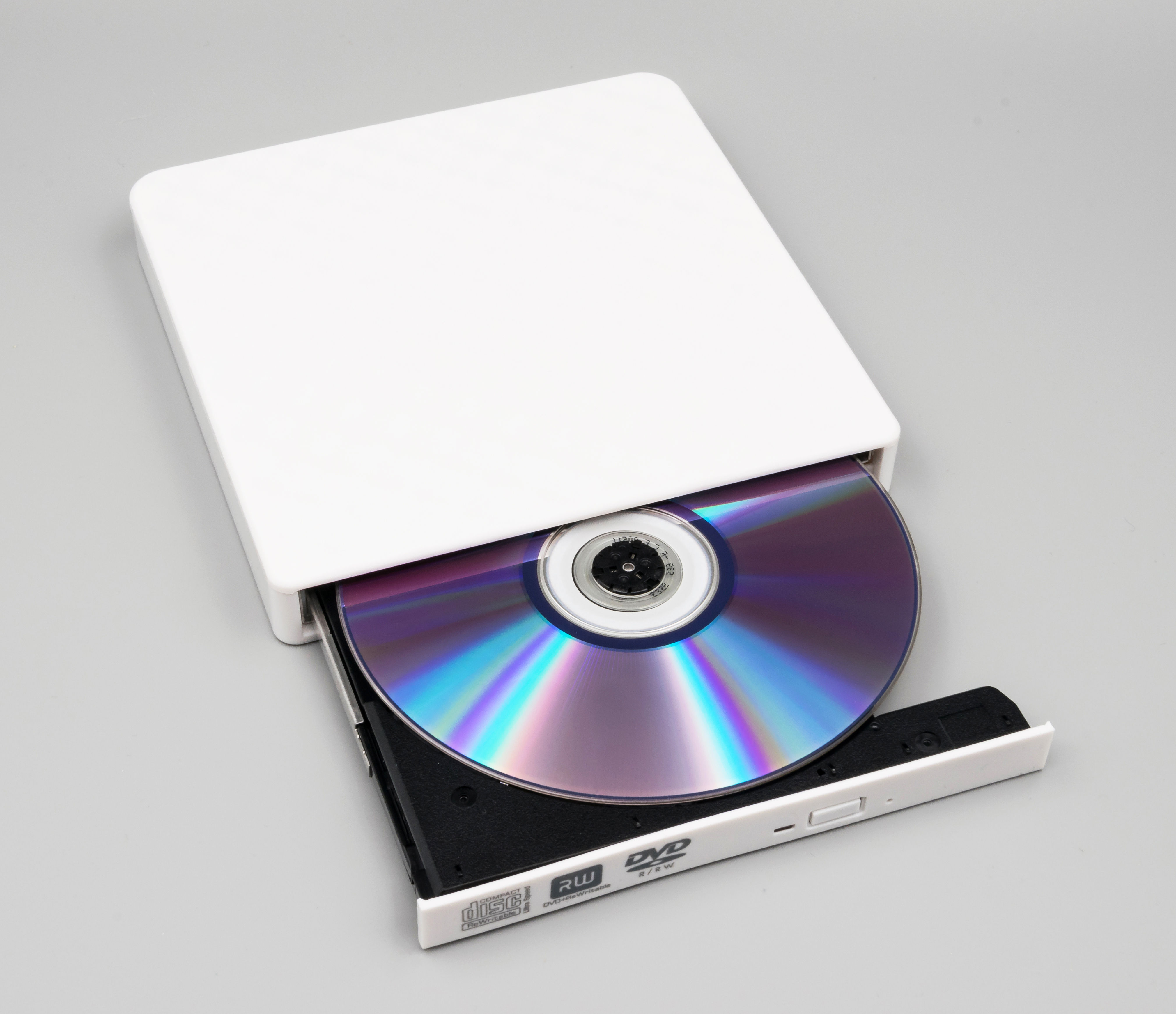
Zewnętrzny napęd DVD

Wiele współczesnych napędów DVD wyposażonych jest w dwa lasery, umożliwiające obsługę zarówno płyt CD, jak i DVD. 

## Zastosowanie
Napędy DVD były szeroko stosowane w komputerach stacjonarnych i przenośnych, konsolach do gier oraz urządzeniach RTV, służąc głównie do odtwarzania filmów w formacie DVD-Video oraz instalacji oprogramowania. 
Wraz z rozwojem technologii, napędy te zaczęły być wykorzystywane także do nagrywania danych na płytach DVD-R/RW oraz DVD-RAM.

## Spadek popularności
Od połowy lat 2010. napędy DVD zaczęły tracić na znaczeniu z powodu rosnącej popularności dystrybucji cyfrowej i usług streamingowych. 
W 2024 roku sprzedaż fizycznych nośników w USA spadła o 23% w porównaniu do roku poprzedniego, osiągając wartość 959,6 miliona dolarów, co stanowi 94,2% spadek w porównaniu do szczytu sprzedaży DVD w 2006 roku, wynoszącego 16,6 miliarda dolarów.

## Aktualny stan rynku
Mimo ogólnego spadku popularności, napędy DVD nadal znajdują zastosowanie w niektórych branżach, takich jak archiwizacja danych w sektorze medycznym czy prawnym.
W 2024 roku wprowadzono innowacje w technologii napędów optycznych, takie jak dyski o pojemności do 1,6 petabita, co może wskazywać na przyszłe zastosowania w przechowywaniu dużych ilości danych.

## Przyszłość napędów optycznych
Napędy DVD stają się coraz mniej popularne wśród użytkowników indywidualnych, technologia napędów optycznych wciąż znajduje zastosowanie w specjalistycznych dziedzinach. Przewiduje się dalszy rozwój napędów Blu-ray, w tym wersji Ultra HD Blu-ray, które oferują wyższą jakość obrazu i większą pojemność nośników.